# Tom Sandberg
Thomas „Tom” Sandberg (ur. 6 sierpnia 1955 w Mo i Rana) – norweski kombinator norweski, złoty medalista olimpijski, trzykrotny medalista mistrzostw świata, dwukrotny medalista mistrzostw świata juniorów oraz zdobywca Pucharu Świata.

## Kariera
Po raz pierwszy na arenie międzynarodowej Tom Sandberg pojawił się w marcu 1974 roku, kiedy na mistrzostwach świata juniorów w Autrans wywalczył indywidualnie srebrny medal. W tym samym roku wygrał zawody w kombinacji podczas Holmenkollen ski festival. Rok później, podczas mistrzostw świata juniorów w Lieto był najlepszy.
Olimpijski debiut Sandberga nastąpił w 1976 roku podczas igrzysk olimpijskich w Innsbrucku. Po skokach zajmował tam zaledwie 17. pozycję, jednak po biegu awansował na ósme miejsce. W 1978 roku wystąpił na mistrzostwach świata w Lahti, gdzie po konkursie skoków był piąty, jednak po biegu zajął ostatecznie siódmą pozycję. Dwa lata później brał udział w igrzyskach olimpijskich w Lake Placid, gdzie był bliski zdobycia medalu. Konkurs skoków ukończył na dziewiątej pozycji, jednak w biegu awansował aż na czwartą pozycję, przegrywając walkę o brązowy medal z Konradem Winklerem z NRD.
Pierwszy sukces w kategorii seniorów osiągnął na mistrzostwach świata w Oslo w 1982 roku. W zawodach indywidualnych okazał się najlepszy, co zawdzięczał głównie dobrej postawie na trasie biegu, w którym uzyskał najlepszy czas. Pozostałe miejsca na podium przypadły dwóm reprezentantom NRD: Konradowi Winklerowi, który stracił do Norwega zaledwie 0,040 pkt i Uwe Dotzauerowi, który stracił do zwycięzcy 0,145 pkt. W konkursie drużynowym Norwegowie w składzie: Hallstein Bøgseth, Espen Andersen i Tom Sandberg wywalczyli srebrny medal. Już po skokach zajmowali drugie miejsce, z wyraźną stratą do prowadzących reprezentantów NRD i niedużą przewagą nad zajmującymi trzecie miejsce Finami. W biegu nie zdołali dogonić Niemców, na dodatek zostali wyprzedzeni przez Finów. Po obliczeniu punktów okazało się, że Norwegowie i Finowie uzyskali identyczny wynik punktowy (1243.60 pkt), wobec czego srebrne medale przyznano obu drużynom.
W Pucharze Świata zadebiutował 17 grudnia 1983 roku w Seefeld. Zajął wtedy piętnaste miejsce w konkursie rozgrywanym metodą Gundersena. Tym samym już w swoim debiucie zdobył pierwsze pucharowe punkty. Wystąpił w czterech z pozostałych sześciu konkursów sezonu 1983/1984 zajmując kolejno drugie miejsce 24 lutego w Falun, czwarte 3 marca w Lahti, ponownie drugie 8 marca w Oslo, a w ostatnich zawodach cyklu, 24 marca 1984 roku w Štrbskim Plesie zwyciężył. Dzięki temu został pierwszym w historii zdobywcą Pucharu Świata, w klasyfikacji generalnej wyprzedzając Dotzauera i swego rodaka Geira Andersena. W lutym 1984 roku Sandberg zdobył indywidualnie złoty medal podczas igrzysk olimpijskich w Sarajewie. Zwyciężył w skokach i prowadzenia tego nie oddał podczas biegu, wyraźnie wyprzedzając dwóch Finów: Jouko Karjalainena i Jukkę Ylipulliego. Miesiąc później zdobył złoty medal w sztafecie na mistrzostwach świata w Rovaniemi. Wraz z Bøgsethem i Geirem Andersenem minimalnie wyprzedził Finów oraz reprezentantów ZSRR.
W 1984 roku zakończył karierę. Rok wcześniej został nagrodzony medalem Holmenkollen wraz z norweską biegaczką narciarską Berit Aunli.

## Osiągnięcia

### Igrzyska olimpijskie
| Miejsce | Dzień     | Rok  | Miejscowość | Konkurencja              | Wynik zwycięzcy | Strata      | Zwycięzca      |
| ------- | --------- | ---- | ----------- | ------------------------ | --------------- | ----------- | -------------- |
| 8.      | 9 lutego  | 1976 | Innsbruck   | Indywidualnie K-90/15 km | 423.39 pkt      | -17.74 pkt  | Ulrich Wehling |
| 4.      | 19 lutego | 1980 | Lake Placid | Indywidualnie K-90/15 km | 432.200 pkt     | -13.735 pkt | Ulrich Wehling |
| 1.      | 12 lutego | 1984 | Sarajewo    | Indywidualnie K-90/15 km | 422.595 pkt     | -           | -              |

### Mistrzostwa świata
| Miejsce | Dzień     | Rok  | Miejscowość | Konkurencja              | Wynik zwycięzcy | Strata     | Zwycięzca      |
| ------- | --------- | ---- | ----------- | ------------------------ | --------------- | ---------- | -------------- |
| 7.      | 20 lutego | 1978 | Lahti       | Indywidualnie K-90/15 km | 435.24 pkt      | -18.02 pkt | Konrad Winkler |
| 1.      | 19 lutego | 1982 | Oslo        | Indywidualnie K-90/15 km | 426.600 pkt     | -          | -              |
| 2.      | 26 lutego | 1982 | Oslo        | Sztafeta K-90/3 × 10 km  | 1295.92 pkt     | -52.32 pkt | NRD            |
| 1.      | 18 marca  | 1984 | Rovaniemi   | Sztafeta K-90/3 × 10 km  | 1189.46 pkt     | -          | -              |

### Mistrzostwa świata juniorów
| Miejsce | Dzień     | Rok  | Miejscowość | Konkurencja              | Wynik zwycięzcy | Strata | Zwycięzca          |
| ------- | --------- | ---- | ----------- | ------------------------ | --------------- | ------ | ------------------ |
| 2.      | 1 marca   | 1974 | Autrans     | Indywidualnie K-90/15 km | ?               | ?      | Bernd Blechschmidt |
| 1.      | 22 lutego | 1975 | Lieto       | Indywidualnie K-90/15 km | ?               | -      | -                  |

### Puchar Świata

#### Miejsca w klasyfikacji generalnej
- sezon 1983/1984: 1.

#### Miejsca na podium chronologicznie
| Nr | Data           | Miejscowość   | Konkurencja         | Wynik zwycięzcy | Pozycja | Strata     | Zwycięzca       |
| -- | -------------- | ------------- | ------------------- | --------------- | ------- | ---------- | --------------- |
| 1. | 24 lutego 1984 | Falun         | Gundersen K90/15 km | 411.935 pkt     | 2.      | -2.435 pkt | Rauno Miettinen |
| 2. | 8 marca 1984   | Oslo          | Gundersen K90/15 km | 426.815 pkt     | 2.      | -4.915 pkt | Espen Andersen  |
| 3. | 24 marca 1984  | Štrbské Pleso | Gundersen K90/15 km | 428.905 pkt     | 1.      | -          | -               |